# بریژیت گیبال
بریژیت گیبال (فرانسوی: Brigitte Guibal‎؛ زادهٔ ۱۵ فوریهٔ ۱۹۷۱) قایقران کانو اهل فرانسه بود.